# Fates Warning
Fates Warning je američki progresivni metal sastav osnovan 1982. godine. Originalni sastav činili su pjevač John Arch, gitaristi Jim Matheos i Victor Arduini, bas gitarist Joe DiBiase i bubnjar Steve Zimmerman.
Sastav je jedan od začetnika progresivnog metal žanra i mnogo je pridonio oživljavanju progresivne scene tijekom 80-ih. Tijekom svog postojanja sastav je objavio 1 2 studijskih albuma, 4 demouratka, 2 singla i po jedan koncertni album i kompilaciju. 

## Diskografija
Studijski albumi
- Night on Bröcken (1984.)
- The Spectre Within (1985.)
- Awaken the Guardian (1986.)
- No Exit (1988.)
- Perfect Symmetry (1989.)
- Parallels (1991.)
- Inside Out (1994.)
- A Pleasant Shade of Gray (1997.)
- Disconnected (2000.)
- Fates Warning X (2004.)
- Darkness in a Different Light (2013.)
- Theories of Flight (2016.)
- Long Day Good Night (2020.)

Koncertni albumi
- Still Life (1998.)
- The View from Here (DVD) (2003.)
- Live In Athens (2005.)
- 2017: Awaken the Guardian Live (DVD, 2 CD) (2017.)
- Live Over Europe (2018.)

Kompilacije
- Chasing Time (1995.)

Demo uradci
- Demo 1983 (1983.)
- Misfit Demo (1983.)
- Demo 1984 (1984.)
- Dickie Demo (1985.)

## Vanjske poveznice
FatesWarning.com